# Lorenzo Adami
Lorenzo Adami, född i december (döpt 26 december) 1630 i Montelparo, Fermo,  Italien, död 26 november 1685 i Fermo, var kapten i Schweizergardet. Han är mest känd som den abdikerade drottningen Kristinas och kardinalen Decio Azzolinos sändebud i Sverige under 1660-talet.

## Familj
Lorenzo Adami föddes in i en högreståndsfamilj som det sjunde av 18 barn till Bartolomeo Adami (1595–1666) och Polinice Ruffo (1604–1687). Hans moster Giulia Ruffo var mor till kardinal Decio Azzolino som alltså var kusin till Adami.

## Karriär och resorna till Sverige
Adami valde tidigt den militära banan. Han deltog 1657 som kapten på det påvliga örlogsskeppet La corona d'oro i flera sjöslag vid Dardanellerna i kriget om Kreta (Guerra di Candia) mot osmanska riket. Han inträdde på initiativ av kardinal Azzolino i drottning Kristinas tjänst 1659 som kapten för hennes livgarde och blev redan året därpå beordrad att följa med på hennes återbesök i Sverige vintern 1660–1661. Några år senare fick Adami uppdraget att åter resa till Sverige för att bevaka drottning Kristinas intressen.
Han reste från Rom den 2 juni 1665 och begav sig först till Hamburg för att där träffa exdrottningens bankir Diego Texeira och bli informerad om hennes prekära ekonomiska situation som var den främsta anledningen till resan. Adami fortsatte därefter till Stockholm dit han anlände den 1 augusti 1665 och inställde sig omedelbart hos Seved Bååt, generalguvernör för exdrottningens underhållsländer, för att överlämna sitt kreditivbrev och diskutera den aktuella situationen. Han reste därefter den 5 september till Arensburg för att informera sig om situationen på Ösel och återkom till Stockholm den 28 november för att fortsätta sitt utredningsarbete och diskussionerna med Seved Bååt.
Adamis uppdrag i Sverige kom att vara betydligt längre än väntat. Sommaren 1667 valde han att begära avsked, förargad över vissa anklagelser och rykten om underslev som spreds av andra personer i drottningens tjänst. Drottning Kristina, som hade vistats i Hamburg sedan juni 1666 och även gjort ett kort besök till Sverige 1667, beviljade emellertid inte Adamis avskedsansökan förrän i november samma år. Han träffade drottningen för sista gången i Hamburg i januari 1668 för att ta avsked och reste därefter till Italien.

## Efter karriären
Adami återvände efter sin tjänstgöring till Fermo och gifte sig i maj 1668 med Eufemia Altocomando. Paret fick fem barn. Lorenzo Adami tillbringade återstoden av sitt liv som rentier. Det finns inga tecken på att han någonsin försökte återgå i tjänst någonstans. Han är begravd i kyrkan San Domenico i Fermo.

## Breven
Av Lorenzo Adamis brev finns 107 bevarade från åren 1665–67 i Azzolinosamlingen i Riksarkivet (Stockholm). Brevsamlingen utgör primärkällan för kännedomen om hans uppdrag i Sverige.